# Fontana (Kansas)
Fontana es una ciudad ubicada en el de condado de Miami en el estado estadounidense de Kansas. En el año 2010 tenía una población de 224 habitantes y una densidad poblacional de 448 personas por km².

## Geografía
Fontana se encuentra ubicada en las coordenadas 38°25′33″N 94°50′17″O / 38.42583, -94.83806 (38.425879, -94.838089).

## Demografía
Según la Oficina del Censo en 2000 los ingresos medios por hogar en la localidad eran de $29,375 y los ingresos medios por familia eran $32,083. Los hombres tenían unos ingresos medios de $26,875 frente a los $13,000 para las mujeres. La renta per cápita para la localidad era de $13,484. Alrededor del 12.7% de la población estaban por debajo del umbral de pobreza.